# 小行星9019
小行星9019（9019 Eucommia）是一颗绕太阳运转的小行星，为主小行星带小行星。该小行星于1987年8月28日发现。

## 轨道参数
小行星9019的轨道半长轴为2.4436475 UA，离心率为0.1。